# Josef Marchsteiner
Josef Marchsteiner (* 27. Februar 1909 in Kaltenbach; † 24. Juli 1968 in Wien) war ein österreichischer Politiker (ÖVP) und Landwirt. Marchsteiner war von 1945 bis 1964 Abgeordneter zum Landtag von Niederösterreich.
Marchsteiner besuchte nach der Volksschule die landwirtschaftliche Schule in Hubertendorf und engagierte sich ab 1924 in Jugendorganisationen. Er war beruflich als Landwirt in Modlisch tätig, wobei ihm der Berufstitel Ökonomierat verliehen wurde. 1945 wurde Marchsteiner Gemeinderat in Schwarzenau, zwischen 1955 und 1965 war er zudem geschäftsführender Gemeinderat und von 1946 bis 1947 Bezirksbauernratsobmann. Zudem hatte er von 1955 bis 1967 das Amt des Bezirksbauernkammerobmann inne und war von 1961 bis 1965 Bauernkassenobmann. Er wirkte zudem als Kammerrat.
Marchsteiner vertrat die ÖVP zwischen dem 12. Dezember 1945 und dem 19. Juni 1964 im Niederösterreichischen Landtag. 